# Мери Цетинич
Мѐри Цѐтинич (на хърватски: Meri Cetinić; Сплит, 15 юни 1953 г.) е хърватска певица, композиторка и музикантка. Нарежда се сред най-познатите певици от бивша Югославия наред с Тереза Кесовия, Йосипа Лисац, Габи Новак, Радойка Шверко, Люпка Димитровска и други.
В началото на певческата си кариера членува в групите „Че“, „Делфини“, а през 1972 г. заедно с китариста Слободан Ковачевич основава група „Море“, в която остава до края на 1978 г., след което продължава самостоятелно. През 1980 г. издава втория си албум Ja sam žena („Аз съм жена“), съставен изцяло от авторски песни. Участва редовно на множество местни фестивали, най-голям успех от които има на Сплитския фестивал. Носителка е на редица награди, сред които и на наградата „Порин“ за най-добър албум с Malo mora na mom dlanu (Uživo u HNK Split) („Малко море в дланта ми (На живо от Хърватския национален театър в Сплит)“) през 2002 г.
Албумите ѝ са удостоени със златен, платинен и диамантен статут за продадени копия. Творческите ѝ сътрудничества включват едни от най-изявените творци като композитора Зденко Рунич и поетите Якша Фиаменго, Момчило Попадич и Драго Бритвич, и много други. Обявена е двукратно за най-добра певица на Югославия, а сред множеството признания и участия на фестивали е носителка на наградата „Златна птица“ на звукозаписна компания „Юготон“ за продадени милион грамофонни плочи. От 1978 г. има статут на свободна артистка, а от 2005 г. е членка на Хърватското сдружение на композиторите.

## Биография

### Детство
Родена е в семейството на баща електричар и майка домакиня родом от град Блато на остров Корчула. Има двама по-големи братя Анте и Борис. Още от малка проявява дарбата си за музика, особено за пеене. Сред първите, които я забелязват, са баща ѝ и учителката ѝ от първи до четвърти клас Мария Франетович. Започва да се изявява още като дете. Основното си образование получава в местното Музикално училище „Йосип Хатце“, средното – в Средното музикално училище, а висшето – в Академията по педагогика към Сплитския университет със специалност „Музика“. По-големият с пет години от нея брат Анте и влиятелен и ценѐн музикант в града. В жилището му се събират всички имена от музикалния живот на Сплит от това време и Мери още като момиче се вписва в тази среда. От рано започва да слуша чернокожи певици, обиква блуса и госпъла.

### Певческа кариера
На 14-годишна възраст печели местния конкурс за млади изпълнители „Разпята пролет“ с песента Warm and Tender Love („Топла и нежна обич“) на Пърси Следж. В края на 60-те години се присъединява към сплитската група „Че“, на която става вокалистка, свири на орган „Хамънд“ и с която изнася концерти в местните клубове. След като я напуска, на 17 години става солистка на група „Делфини“, с която изнася първото си задгранично турне в СССР. През 1973 г. започва кариерата си като солистка и пианистка към група „Море“, с която записва няколко успешни сингъла, сред които More („Море“), Ja ću plakat sama („Ще плача сама“), Gdje god da pođeš („Където и да идеш“), и един албум, озаглавен с името на групата.
След последния хит Samo simpatija („Само симпатия“) с групата през 1978 г. Мери напуска състава и слага начало на самостоятелната си певческа кариера. Заминава за град Арнем в Нидерландия с брат си Анте Цетинич, който ѝ помага при записите на първия ѝ студиен албум Meri от 1979 г. След него издава втория си албум Ja sam žena („Аз съм жена“), съставен изцяло от авторски песни, който достига диамантен статут за продадени копия, както и поредица от албуми, записани отново в Нидерландия заедно с брат ѝ. Участва редовно на Сплитския фестивал като солистка и постига успехи с песните Čet'ri stađuna („Четири сезона“), U prolazu („Минавайки“) и Lastavica („Лястовица“), а по-късно – и с Konoba („Кръчма“), Zemlja dide mog („Земята на дядо ми“) и много други. Успешни са участията ѝ и на други югославски фестивали. Изнася многобройни концерти из Югославия, както и турнета в Канада, САЩ, Австралия и други страни. През 1976 г. се ражда дъщеря ѝ Ивана.
През дългогодишната си кариера записва няколко успешни дуета, като например с Теди Спалато (Konoba, „Кръчма“), Оливер Драгоевич (Sunce mog života, „Слънцето на живота ми“), Томислав Ивчич (Gorka rijeka, „Горчива река“) и други. Изнася концерти и с бигбенда на Хърватското радио и телевизия и със сплитската джаз група „Блек Кофи“.

### 90-те години
В началото на 90-те години по време на югославските войни изнася благотворителни концерти в чужбина заедно с певците Томислав Ивчич и Джани Маршан. През 1991 г. заминава с Дражен Жанко на едномесечно турне в Австралия, след което участва заедно с Томислав Ивчич на стадион „Крал Томислав“ в Сидни, където изпява Gorka rijeka пред многобройна публика. По това време записва аудиокасета с „Кроейша Банд Ейд“, в която е включена песента To Love Is to Set Free на Шита Чорич. Скоро след това се връща в Сплит, където през 1993 г. на фестивала „Мелодии на хърватското Средиземноморие“ изпълнява Zemlja dide mog („Земята на дядо ми“). В средата на десетилетието се премества да живее в столицата Загреб, където по това време учи дъщеря ѝ Ивана. Записва албума Putovanja („Пътешествия“), издаден през 1998 г. След седем години се връща в Сплит, където записва албума Tiramola с джаз групата „Блек Кофи“.

## Дискография

### Студийни албуми
- 1974 – More (с група „Море“)
- 1979 – Meri
- 1980 – Ja sam žena
- 1981 – U prolazu
- 1982 – As
- 1983 – Prašina s puta
- 1985 – Meri VI
- 1988 – Potraži me
- 1989 – Zlatni snovi
- 1993 – Zašto te volim
- 1998 – Putovanja
- 2006 – Tiramola (с група „Блек Кофи“)
- 2009 – Virno srce
- 2014 – Dozvoli mi (заедно с Иван Бурич)

### Концертни албуми
- 2001 – Malo mora na mom dlanu (Uživo u HNK Split)

### Сборни албуми
- 1984 – Najveći uspjesi
- 1992 – Najveći uspjesi 2
- 1994 – Sve najbolje
- 2005 – Zlatna kolekcija
- 2011 – Love Collection – najljepše ljubavne pjesme
- 2016 – The Best of Collection
- 2019 – Original Album Collection

## Избрани участия на фестивали

### Сплитски фестивал
- 1974 – Bakalar (с група „Море“ и Джани Маршан)
- 1975 – Gdje god da pođeš (с „Море“; награда за най-добро женско изпълнение и I награда на журито)
- 1976 – Pjesma moru
- 1977 – Stari ljubavnici (награда за най-добър текст)
- 1978 – Samo simpatija (с „Море“)
- 1979 – Četri stađuna (I награда на журито)
- 1980 – Lastavica (III награда на публиката)
- 1981 – U prolazu (III награда на публиката)
- 1981 – Ti si moja sudbina
- 1982 – Niko neće u mornare
- 1983 – Živjela ljubav
- 1985 – Sloboda (II награда на журито)
- 1985 – Život zlata vrijedi (9-о място)
- 1986 – Jedina zemljo, o mati moja (I награда)
- 1986 – Konoba (дует с Теди Спалато; 5-о място)
- 1986 – Nevista
- 1987 – Ostavljaš me samu (7-о място)
- 1988 – Jubav si moja zauvik
- 1988 – Marjane, naš Marjane (квартет „Марян“, I награда)
- 1988 – Veslaj, veslaj (дует с Оливер Драгоевич)
- 1988 – Vraćam se
- 1989 – Dome moj (III награда на публиката)
- 1989 – Tvoje more, majko zemljo
- 1990 – Perlo moja (II награда на журито)
- 1991 – Drugi vitri sada pušu
- 1991 – Ti si moja rođena
- 1992 – Ljubav
- 2005 – Sjena tvoga tila

## Награди и отличия
- 1975 – награда за най-добро изпълнение на Сплитския фестивал за песента Gdje god da pođeš
- 1979 – I награда на експертното жури на Сплитския фестивал за песента Čet'ri stađuna
- 1981, 1982, 1984 – „Певица на годината за Югославия“
- 1983 – „Албум на годината за певица“ за Prašina sa puta
- 1983 – награда „Златна птица“ на „Юготон“ за милион продадени плочи[3]
- 1988 – естрадна награда
- 2002 – награда „Порин“ в категорията „най-добър албум в жанра забавна музика“ за Malo mora na mom dlanu (Uživo u HNK Split)[2]
- 2007 – награда „Статус“ на Хърватския музикален съюз за цялостен принос към хърватската музика[5][3]
- 2014 – награда за особен принос към хърватската музикална култура на фестивала „Мелодии на хърватския юг“
- 2014 – награда за най-добра авторска песен Nisan te pripoznala на фестивала „Шибенски шансон“
- 2019 – награда за цялостно творчество на Дубровнишко-неретванска жупания[6]
- 2019 – награда „Мулти Платинъм“ на Хърватското звукозаписно дружество за 40 години творечски постижения[7]